# Viki Miljković
Violeta Viki Miljković (sr. Вики Миљковић, Niš, 18. prosinca 1974.), srpska je pjevačica.
Poznata je po hitovima Mahi, mahi, Mariš li, Ti muškarac, Da li si dobro spavao, Čiki liki lajla, Rumba, Crno na belo, itd. 
Od 2016. godine Viki je bila stalna članica žirija regionalnog glazbenog natjecanja Zvezde Granda. U srpnju 2025. godine napustila je emisiju. Početkom kolovoza 2025. godine potpisala je ugovor za člana žirija Pinkovih zvezda.

## Karijera
Viki je glazbenu karijeru započela 1992. godine kad je snimila debitantski album „Loša sreća“ koji nije naišao na dobar prijem publike. Dvije godine kasnije objavila je album „Hajde vodi me odavde“. On joj je donio veliku popularnost u Srbiji i tadašnjoj krnjoj Jugoslaviji, a osim naslovne pjesme, hit je postala i pjesma Nikom nije lepše nego nama (porepoznatljiva po stihovima Coca-Cola, Marlboro, Suzuki). 
U sljedeće četiri godine snimila je četiri albuma čiji su nazivi: „Svadbe neće biti“, „Tunel“, „Kud puklo da puklo“ i „Okrećem ti leđa, tugo“. 
Krajem posljednjeg desetljeća prošlog stoljeća, Viki je nakon kraće stanke započela suradnju s Grand produkcijom koja joj je pripomogla da otvari slavu u širem području jugoistočne Europe. Tako je 2001. godine izdala album „Godine“ na kome se posebno izdvojila istoimena pjesma. Dvije godine kasnije postigla je veliki uspjeh s albumom „Mariš li“. Publika je najbolje prihvatila singlove: Mariš li, Bajadera i Crno na belo. S turskim pjevačem Mehmedom Badanom iste je godine snimila duet Zašto. 
2005. godina smatra se vrhuncem njene karijere. Nakon što je snimila album „Mahi mahi“ postala je jedna od najpopularnijih pjevačica u jugoistočnoj Europi. Svih devet pjesama su zabilježile izuzetan uspjeh, a neke od njih su: Mahi mahi, Prazan stan, Ti muškarac, itd.
Uskoro je uslijedio i prvi solistički koncert u Beogradu koji je održala pred 8.000 ljudi. Viki je također iste godine odradila turneju po većim gradovima Srbije i šire regije.
Na krilima slave koju joj je donio album "Mahi, mahi", 2009. godine je Grand Produkcija izdala njen album pod nazivom „Ovde se ne plače“. Najveću pažnju je privukla pjesma Idu mi, idu čiji je skladatelj popularni srpski pjevač Željko Joksimović. 2011. godine Viki je uradila singl Ko to zna i duet s bosanskohercegovačkim kolegom Halidom Bešlićem Ne zna jučer da je sad. 
Kratak povratak stare slave pojavio se 2012. godine kad je u suradnji s rumunjskom umjetničkom legendom Costijem i produkcijskom kućom DM Sat, u vlasništvu Dragane Mirković, nastao veliki ljetni hit Rumba. 
2013. godine je objavila pjesmu Čiki liki lajla i duet Samo namigni s crnogorskim pjevačem Dadom Polumentom. 
Iduće godine je nastupila na Pinkovom festivalu s pjesmom Flaster na usta koja joj je donela prvu nagradu, ali pjesma nije ostvarila zapaženiji uspjeh. Uskoro je izbacila singl Dosadno za koji je uradila i spot. 
2015. godine pojavila se kao gostujuća članica žirija glazbenog natjecanja Zvezde Granda, ali nedugo potom postaje stalni član.
2016. godine je predstavila pjesme: Opa, opa, Mene loše dobro zna, Mogu, mogu i Rođendan.
U sezoni 2018./2019. Zvezda Granda Viki je bila i mentorica nekolicini natjecatelja koje je pripremala za natpjevavanje s natjecateljima ostalih članova i članica žirija ovog regionalnog glazbenog spektakla. 
U sezoni 2021./2022. bila je mentorica pobjedničkom kandidatu Nerminu Handžiću.

## Privatni život
Njeni roditelji su Zorka i Svetomir, a ima i mlađeg brata Vladicu. U rodnom gradu Nišu pohađala je Osnovnu školu Maršal Tito i Srednju glazbenu školu Dr. Vojislav Vučković. 
Glazbenu akademiju završila je u Prištini te je, unatoč protivljenju roditelja, započela pjevačku karijeru.
1994. godine Viki je započela vezu s glazbenikom Draganom Taškovićem Tašketom. Par se vjenčao 31. svibnja 2007. u Crkvi Vasilija Ostroškog u Beogradu, a Violetine kume su bile pjevačice Ceca Ražnatović i Sanja Đorđević. U listopadu iste godine rodila je sina Andreja.
Poznata je po humanitarnom radu, bavi se sportom, nije konfliktna osoba pa ni nema puno medijskog žutila koji se veže uz nju ili njenu obitelj.